# Championnat d'Irak de football 1975-1976
Navigation
Saison précédente Saison suivante
La saison 1975-1976 du Championnat d'Irak de football est la deuxième édition de la première division en Irak, l' Iraqi Premier League. Elle regroupe, sous forme d'une poule unique, les treize meilleures équipes du pays qui se rencontrent deux fois, à domicile et à l'extérieur. En fin de saison, pour permettre le passage du championnat de 13 à 12 clubs, les deux derniers du classement sont relégués et remplacés par le meilleur club de Second League, la deuxième division irakienne.
C'est le club d'Al-Zawra'a SC, l'un des clubs promus parmi l'élite, qui remporte le championnat cette saison après avoir terminé en tête du classement final, avec cinq points d'avance sur le tenant du titre, Al Tayaran Bagdad et sept sur Al Shorta Bagdad. C'est le premier titre de champion d'Irak de l'histoire du club, qui réussit même le doublé en disposant facilement (5-0) Al-Baladiyat en finale de la Coupe d'Irak.

## Les clubs participants
| - Al Tayaran Bagdad - Al Sina'a Bagdad - Al Shorta Bagdad - Al-Zawra'a SC - Promu de D2 - Al-Jama'a - Promu de D2 - Al-Iktisad - Promu de D2 - Al-Hilla - Promu de D2 | - Diyala FC - Promu de D2 - Al Mina'a Bassora - Promu de D2 - Samawa FC - Al-Baladiyat - Al Jaish Bagdad - Bebel FC |

## Compétition
Le barème de points servant à établir les classements se décompose ainsi :
- Victoire : 2 points
- Match nul : 1 point
- Défaite : 0 point

### Classement
| Rang | Équipe             | Pts | J  | G | N | P | Bp | Bc | Diff |
| ---- | ------------------ | --- | -- | - | - | - | -- | -- | ---- |
| 1    | Al-Zawra'a SC'P'C  | 40  | 24 |   |   |   |    |    |      |
| 2    | Al Tayaran BagdadT | 35  | 24 |   |   |   |    |    |      |
| 3    | Al Shorta Bagdad   | 33  | 24 |   |   |   |    |    |      |
| 4    | Al Mina'a BassoraP | 31  | 24 |   |   |   |    |    |      |
| 5    | Al-Baladiyat       | 26  | 24 |   |   |   |    |    |      |
| 6    | Al Jaish Bagdad    | 25  | 24 |   |   |   |    |    |      |
| 7    | Al-IktisadP        | 25  | 24 |   |   |   |    |    |      |
| 8    | Al-Jama'aP         | 21  | 24 |   |   |   |    |    |      |
| 9    | Al Sina'a Bagdad   | 19  | 24 |   |   |   |    |    |      |
| 10   | Al-HillaP          | 17  | 24 |   |   |   |    |    |      |
| 11   | Babel FC           | 17  | 24 |   |   |   |    |    |      |
| 12   | Diyala FCP         | 15  | 24 |   |   |   |    |    |      |
| 13   | Samawa FC          | 9   | 24 |   |   |   |    |    |      |

|  | Champion d'Irak 1976                                                 |
|  | Relégation directe en deuxième division                              |
|  | T : Tenant du titre C : Vainqueur de la Coupe d'Irak P : Promu de D2 |

## Bilan de la saison
| Championnat d'Irak de football 1975-1976 |                           |
| Champion                                 | Al-Zawra'a SC (1er titre) |
| Coupes et trophées                       |                           |
| Vainqueur de la Coupe d'Irak 1975-1976   | Al-Zawra'a SC             |
| Promotions et relégations                |                           |
| Promus en Iraqi Premier League           | Al Ittihad Bassora        |
| Relégués en Iraqi Second League          | Samawa FC                 |
| Relégués en Iraqi Second League          | Diyala FC                 |